# 对全球化的批评
对全球化的批评是对全球化所声称的好处的怀疑。 其中许多观点都是反全球化运动所持有的。 全球化在许多国家造成了全球和国内的动荡。 虽然资本主义的动态正在发生变化，而且每个国家的政治构成都是独一无二的，但全球化是一项一成不变的“计划”，如果没有政治动荡，就很难实施。 全球化可能是当前全球经济危机的部分原因。 对泰国和阿拉伯国家全球化观的案例研究表明，全球化是对文化和宗教的威胁，它损害了土著人民群体，而跨国公司却从中获利。 尽管全球化承诺提高生活水平和经济发展，但它因其产生的负面影响而受到严厉批评。 全球化不仅仅是一个经济项目，它还对一个国家的环境、政治和社会产生重大影响。

## 经济影响

### 全球经济危机
全球经济危机是大萧条以来最严重的金融危机，其部分原因可归咎于全球化。 尽管全球化承诺提高生活水平，但它实际上使许多家庭的财务状况恶化，并通过世界银行等国际金融机构的影响使金融危机变得全球性。 全球化将发展和文明限制在一条只能通向西方资本主义体系的道路上。 由于各国的政治和结构差异，全球化的实施对许多国家不利。

### 工资不平等
研究表明，20 世纪 90 年代，随着全球化的兴起，经济不平等也在加剧。 由于全球化带来的这种转变，越来越多的普通民众普遍批评全球化。

### 失业
此外，关于全球化对就业的影响也存在争议。 随着全球化的到来，日常用品的国内生产越来越少。 当消费者想要购买一种产品时，他们通常会购买价格较低的产品，有时美国制造的产品无法跟上外国商品的价格。
2013年的一项研究发现，1990年至2000年间，中国的进口竞争导致54.8万名工人失业。特别是最近，许多国家的工厂和生产工作量减少，导致许多人失业。 那些批评全球化的人将就业机会的减少归因于市场上竞争者太多，尤其是外国竞争者。 总体而言，当外国价格仍然更便宜且更具竞争力时，国内工人和公司的繁荣就会变得更加困难。

## 政治影响

### 對美國主導下的全球化體系的反對
英国哲学家约翰·格雷将全球化描述为冷战后美国的必胜主义，并表示“全球自由放任是美国的一个项目”。 格雷指出，美国的全球化体系已经过了鼎盛时期，在现代世界中不再可持续。 美国的全球化始于形成一个全球集体的共同目标，促进稳定的贸易、国际主义和各部门的合作，以促进和平与繁荣。  一些学者和评论家表示，华盛顿共识在巩固美国作为后冷战时代全球资本主义体系核心的核心民族国家之一方面发挥了作用。 然而，这一制度遭到了一些人的公开批评，主要是今天对美国的审视。 在美国，经济和社会的不平等程度很高，导致上层阶级和下层阶级之间的差距不断扩大。 此外，美国收入不平等基尼系数最高的国家之一，全国都面临着巨大的经济不确定性。
随之而来的众多批评之一是，美国制度对其他国家的影响可能会重现这些负面影响 。其他批评者认为，全球化正在损害的是国内经济，而不是受其影响的外国经济。 即美国前总统唐纳德·特朗普，他宣布他认为美国已经失去了昔日的崇高地位，成为世界舞台上的笑柄。 他在联合国大会上公开表达了这些观点，指出“我们拒绝全球化，拥护爱国主义学说”。这是对全球化有害影响的长篇大论的开场白，也是对美国退出联合国各项决议的辩护。 更广泛地说，根据皮尤研究中心进行的一项调查，许多美国人有一种被全球化及其持久影响遗忘或席卷的感觉。根据该调查，这些感觉是由不断上升的经济增长带来的。  生活成本、文化转变、工业衰退以及跨国公司影响力的上升。

### 跨国公司的力量
在发展中国家实施全球化的过程中，赢家和输家的选择往往是预先确定的。 跨国公司往往从全球化中受益，而贫穷的土著当地人则受到负面影响并经常受到剥削。 跨国公司的力量对居住在选择全球化的大国中的土著部落和其他小殖民地构成了重大威胁。 跨国公司利用这些部落家庭的当地土地和资源来开展业务。这种情况的一个例子是大型棕榈油公司从政府那里获得被土著部落占领的土地进行开发。这导致了大规模的森林砍伐 以及无声的人权危机。 全球化可以被视为一种新形式的殖民或帝国主义，因为它的实施随之而来的是经济不平等和失业率上升。 全球化被批评为让那些已经强大和掌权的人受益，却以危及这些国家的土著居民为代价。 此外，全球化是非民主的，因为它是通过自上而下的方法实施的。以自由市场的名义并承诺提高生活水平，地方当局将其部分政治和社会权力交给国际组织。 因此，全球化导致这些国际组织的权力增强，而地方国家机构的影响力减弱
。

## 环境影响

### 泰国 Pak Mun 河案例研究
20世纪70年代末和80年代，为了将泰国经济重建为出口导向型经济，开展了水电大坝项目。 这些项目由世界银行贷款资助，是全球化努力的一部分。 项目直接影响的当地村民没有得到通知，世界银行也无视他们的担忧。 由于修建水坝，严重依赖河流的村庄失去了生计和经济收入手段（即捕鱼）。 这些项目污染了河流，导致河流不适合村民饮用、洗澡和洗衣服，除非出现皮疹等不良健康状况。 此外，这些项目导致 40 种食用植物、45 种蘑菇和 10 种竹子灭绝，所有这些植物都是当地市场的收入所依赖的，其中一些对医疗用途很重要。 鱼类数量的减少导致169种不同鱼类受到影响，56种鱼类灭绝，从而导致渔民的生活方式消失。 泰国的全球化努力造成了环境影响，影响了土著居民的社会和经济福利。

### 生物多样性减少
人类活动在很大程度上归因于世界生物多样性的不断减少； 人类对生态系统的影响可以通过生物多样性来衡量。 全球化的有害影响显而易见，包括农作物品种和牲畜品种的丧失、生物物种的丧失、生活在其自然地理范围之外的“外来物种”的增加、地球自然元素（例如空气）的污染、农业遗传多样性的减少、 水、土壤、气候的快速变化、资源的枯竭以及社会或精神的破坏。
蔬菜、谷物和树顶的所有食用植物的农业影响都有记录。 自 1970 年以来，一千多家独立种子公司被制药、石化和其他跨国公司收购。由于跨国公司放弃了除了有利可图的种子品种之外的所有种子品种，种质也出现了重大损失。花园种子库存列出了所有商业可用的、 美国和加拿大的非杂交蔬菜品种，并表明甜菜根、卷心菜和西兰花因全球化而减少的速度将快于人均收入的增加。
国内牲畜的损失，包括不断减少的海地克里奥尔猪，也表明了全球化的压力。 由于“将海地纳入西半球经济”的疾病控制努力，它们几乎被杀死。有人试图用来自美国爱荷华州的猪来取代这些猪，但这个耗资巨大的项目失败了，因为猪的需求可能会增加。 未能得到满足，导致海地遭受 6 亿美元损失。

### 动物生计威胁
21 世纪的灭绝速度比进化史上的任何时候都要快。 20世纪下半叶和21世纪初，全球贸易和扩张迅速增长。 然而，新技术的增加和对自然区域的开发导致了物种的消失，堪比早期地质时代的大灭绝。联合国粮食及农业组织（FAO）警告说，企业优先考虑高产品种而不是基因库 这可以确保未来的粮食安全； 大约 20% 的家畜濒临灭绝，每个月都有一个品种消失。 在粮农组织农场动物遗传资源记录的 7,600 个品种中，有 190 个品种在过去 15 年里已经灭绝，另有 1,500 个物种面临灭绝的危险。全球化 牲畜市场的变化是影响动物生计的最大因素之一。
导致栖息地破坏的因素可归结为：为了生产或贸易而对人口和自然区域进行开发、住房增加、农业、过度捕捞、道路建设、采矿和水坝建设。 全球化对野生物种也产生了微妙的影响，生态旅游产业的扩张，土地利用方式的变化，以及对资源的竞争增加了野生动物和人类之间的接触。它还将人类病原体引入了野生物种，例如分枝杆菌 博茨瓦纳猫鼬的结核病。由此导致的猫鼬死亡已接近灭绝的威胁

### 排放量增加
全球化因增加二氧化碳排放而受到批评。 2001年的一项研究表明，国际贸易量的增加会增加能源消耗，该研究揭示了经济全球化和贸易开放之间的关系导致能源消耗和二氧化碳排放。国际贸易依赖于各种运输工具，包括火车、卡车、飞机、轮船和 船舶，每艘都排放大量排放物。 交通运输业的发展极大地促进了温室气体的增加； 仅美国的交通运输业每年就排放 19 亿吨二氧化碳.。车辆行驶的距离越远，燃烧的燃料就越多，释放的二氧化碳就越多。 这些排放导致气候变化、海洋酸化和生物多样性减少。
此外，交易的商品是使用电力和中间产品创造的，这些产品通常是国际贸易的产品。 2018年，区域全面经济伙伴关系国家（中国、韩国、澳大利亚、新西兰和东盟十国）的二氧化碳排放量占全球的39.1%。 通过全球化，建立了贸易伙伴关系，以促进便利的国际贸易 中间品。 这种便利使得更多的商品能够以更便宜的出口价格进行国际贸易，鼓励外国继续运输商品，从而增加二氧化碳排放量。

### 入侵物种
全球化通过贸易运输的增加加剧了入侵物种的传播。 如今，贸易的发展已在全球范围内开辟了贸易路线和市场。 运输方式的增加使得生物体能够附着在集装箱上并移动到一个新的位置，在那里它可以在没有自然环境中存在的制衡的情况下进行入侵。航空和船舶运输量的增加被认为是主要来源 的海洋入侵。
入侵物种通过改变生态系统、导致本地生物多样性丧失并阻止本地植物生长来造成经济损失。 科学家表示，入侵物种会对环境造成持久影响。 2006 年的一项研究发现，入侵者大蒜芥末几乎消除了所有菌根真菌的定植，这极大地损害了本地树冠物种的再生能力。入侵者的抗真菌作用降低了依赖菌根真菌的植物的种子生长，并且大蒜芥末的影响 删除后两年仍有记录。

### 可再生资源减少
全球化促进了材料从一个国家到另一个国家的运输，从而使更多的有限资源被耗尽。 通过全球范围内的材料贸易和运输可以看出世界对煤炭的需求。 煤炭因其低廉的开采价格、本地供应以及钢铁、混凝土和电力等基本项目的必要性而最受欢迎。 事实上，美国 23% 的电力是由煤炭产生的，这表明了对资源的依赖 。
中国于 2001 年 12 月加入世界贸易组织，平均每年供应 25 亿吨煤炭，到 2011 年，其煤炭使用量几乎翻了一番，达到 40 亿吨。由于国际贸易而增加煤炭使用量的更多例子包括印度 、美国和印度尼西亚。 然而，煤炭并不是无限的能源。 美国能源信息署（EIA）预计，2020年煤炭可采储量将持续470年，矿山生产的煤炭将持续25年。由于全球化，更多的资源在更快的时间内被消耗殆尽。 ，最终会导致资源的消亡。

## 社会影响

### 偏见
伦敦经济学院教授康纳·吉尔蒂表示，全球化带来的全球行动自由扩大了社会内部的偏见范围。

### 教育
全球化激励各国培养具有竞争力和适销对路的人才。 在许多国家，教育政策和管理已经转向强调效率和市场性，而不是传统的“软”技能。 教育正在按照市场原则进行重组——因此，在高等教育领域，知识的生产和传播正在变得商品化。  随着知识管理在全球舞台上的重要性逐渐超过劳动力，新自由主义经济意识形态日益盛行。 这一变化的直接结果是高等教育机构的大规模私有化。 由于私有化和公司化，公立大学开始像营利性企业一样运作。 因此，大学必须寻找其他资金来源，从而导致对市场的依赖。 尽管全球化增加了受教育的机会，但在许多地方，它也使得教育质量更加不平等。

## 心理影响

### 身份
全球文化与本土文化之间的冲突给适应和调和两者带来了挑战。 全球化和西方文化在不同国家的引入已经表明产生了双重文化身份、身份混乱和自我选择的文化。

双文化身份被定义为适应全球文化，同时熟悉当地传统的身份。 由此形成了两种身份：全局身份和本地身份。 一个人的全球身份使一个人能够通过与本地圈子以外的人建立联系来参与全球活动并取得成功。 一个人的本地身份使他仍然能够与附近的家人和朋友保持联系。 通常，那些在本国经历全球化的人会形成一种混合身份，将全球身份和本地身份融合在一起。 这也可以从移民身上看到。
然而，适应两种文化可能很困难，特别是当两种文化之间的距离很大时。 在这些情况下，全球化可能会导致身份混乱，阻碍身份和自我的正确发展（埃里克森的身份形成理论）。 同样，全球化可能会造成约翰·贝里所说的边缘化危机，即由于全球化和西方影响的严重暴露，人们无法认同当地文化； 然而，一个人也被排除在全球文化之外。
全球化的实施需要一定程度的文化脱落，因为全球文化改变和扰乱了原有的本土文化。 这也会导致身份混乱，尤其是在青少年中。

## 文化影响

### 城市和青少年问题
很多时候，在全球化的国家，青少年出现的问题往往被归咎于全球化带来的西方文化和理想的侵入。 青少年最容易受到影响，也最容易接受新文化的引入。 引入西方价值观和技术的发展中国家更加了解其他国家正在发生的时事，青少年和年轻人可以看到模仿美国的时尚和音乐风格。 因此，西方媒体被指责为全球化带来的婚前性行为和少女怀孕现象的增加。
全球化声称提高了国家的全球地位。 然而，试图参与全球竞争的公司却剥削了工人，而全球竞争是通过恶劣的工作条件实现的。 此外，受全球影响，传统规范遭到破坏，青少年犯罪有所增加。

### 阿拉伯和穆斯林国家
阿拉伯和伊斯兰国家将全球化视为灌输西方优势的企图，并对其文化特征的保护构成威胁。 尽管阿拉伯国家对全球化存在不同看法，但很大一部分穆斯林认为全球化是帝国主义的，是试图摧毁他们的遗产和文化信仰的文化入侵。
尽管对全球化有不同的看法，但几乎所有人都承认并相信全球化就是美国主义——将美国文化和理想实施到其他国家。
全球化对阿拉伯国家尤其构成威胁，因为伊斯兰教不仅仅是一种宗教习俗，而且还主导着婚姻和消费习惯等法律和社会规范。 由于全球化被视为一个国家世俗化的一种方式，穆斯林也将其视为文化和宗教入侵，要求宗教与日常生活分离。 激进主义者认为这是对纯粹伊斯兰教义的歪曲，因为全球化被视为融合了伊斯兰教领域（Dar al-Islam）和不忠领域（Dar-al-Kufr）。
西方对媒体的影响也不受欢迎。 西方对媒体的控制被视为对年轻穆斯林洗脑、剥夺他们的国籍和文化遗产的一种方式。 他们还反对创造一种新的、全球性的霸权文化，并引用《古兰经》49:13，其中指出真主故意将人类分为不同的国家和部落。 阿拉伯知识分子表示，全球化消除了地球上的人类文化多样性和文明特性，许多人认为这是野蛮的。 作家和出版商表达了对西方理想渗透到他们国家的恐惧。